# إسفغنونيات
الإسفغنونيات (الاسم العلمي: Sphagnales) هي رتبة من النباتات تتبع الطبقة من طائفة الحزازيات السبخية.

## التصنيف
- الإسفغنونية
  - الإسفغنون